# Efraín Álvarez
Efraín Álvarez, né le 19 juin 2002 à Los Angeles, est un footballeur international mexicain jouant au poste de milieu de terrain au CD Guadalajara.

## Biographie

### En club
Formé au Galaxy de Los Angeles, Álvarez signe son premier contrat professionnel le 2 août 2017, un peu plus d'un mois après son quinzième anniversaire, en rejoignant le LA Galaxy II en United Soccer League. Il participe à sa première rencontre avec l'équipe réserve le 9 septembre suivant et délivre une passe décisive contre les Timbers 2 de Portland à cette occasion. Après cette unique rencontre en équipe réserve, il rejoint au début de la saison 2018 la formation phare qui évolue en Major League Soccer. Néanmoins, il est régulièrement renvoyé avec le Galaxy II pour développer son talent. Au cours de cette première année complète en USL, il s'illustre en jouant dix-sept rencontres au cours desquelles il inscrit douze buts tout en obtenant trois passes décisives.
En 2019, il peine à s'imposer avec l'équipe première et dispute un peu plus de 700 minutes, amassant malgré tout deux buts et quatre passes décisives. Il joue son premier match avec l'équipe première le 2 mars 2019, contre le Fire de Chicago (victoire 2-1). Néanmoins, il est perçu comme un joueur prometteur dans la ligue.
Le 20 septembre 2022, il est classé dix-septième au palmarès 2022 des 22 joueurs de moins de 22 ans en MLS.
Au fil des saisons, Efraín Álvarez ne semble pas être en mesure de s'intégrer au sein de l'effectif angelin, jusqu'à disputer moins de 400 minutes au cours de l'exercice 2023. À la recherche d'un second souffle dans sa carrière, il est finalement transféré au Club Tijuana, en Liga MX, le 8 septembre 2023,.

### En sélection
Avec les moins de 17 ans, il participe au championnat de la CONCACAF des moins de 17 ans en 2019. Le Mexique remporte le tournoi en battant les États-Unis en finale après prolongation.
Il participe au tournoi Maurice Revello avec l'équipe espoirs du Mexique en juin 2022. 

## Palmarès
Mexique -17 ans
- Vainqueur du Championnat de la CONCACAF des moins de 17 ans en 2019.
- Finaliste de la Coupe du monde des moins de 17 ans en 2019.